# Бузири Вичи
Бузири Вичи, Бузири-Вичи (итал. Busiri Vici) — итало-французская семья, происходящая от соединения французской семьи Бозир (Beausire) и итальянской семьи Вичи ди Арчевиа (Vici di Arcevia). Начиная с XVII века дала много преуспевших в своём деле архитекторов.

## Основатели династии
Андреа Вичи (1743—1817) из Арчевии (область Марке) был назначен архитектором строительства собора Святого Петра (Fabbrica di San Pietro) и «принцем» (principe) Академии Святого Луки в Риме. Он был учеником Луиджи Ванвителли и автором многих построек в Риме. У него был сын Франческо Вичи, также архитектор, который умер бездетным, и дочь Барбара Вичи, вышедшая замуж (1815) за Джулио Чезаре Бузири (1792—1818), молодого ученика мастерской Андреа Вичи.
Джованни Баттиста Бузири (1698—1757) был римским живописцем-пейзажистом. Жан Бозир (1651—1743) — архитектор города Парижа, главный советник короля по строительству зданий, дорог и мостов Франции и член Королевской академии архитектуры. Жан-Батист Бозир (1693—1764), тёзка своего отца, также был архитектором, а затем академиком: его потомки в Италии взяли фамилию Бузири.

## Андреа Бузири Вичи
Андреа Бузири Вичи (итал. Andrea Busiri Vici; 7 января 1818, Рим — 12 ноября 1911, Рим), сын Джулио Чезаре Бузири, римского ученого, и Барбары Вичи, единственной дочери архитектора Андреа Вичи из Арчевии, чьи потомки добавили фамилию к своей собственной по завещательному распоряжению. Проживая в квартале Сан-Пьетро-ин-Винколи, он сначала посвятил себя живописи под руководством Дж. Сильваньи, но затем занялся изучением архитектуры и инженерии, выиграв ежегодный конкурс, организованный Конгрегацией виртуозов изящных искусств и словесности в Пантеоне в 1840 году. С отличием окончил в 1844 году Римский университет Сапиенца. Андреа также был «первым архитектором» на строительстве собора Сан-Пьетро, длившемся веками, и архитектором папы Пия IX, для которого он создал план района Мастаи в Трастевере (1863—1864). Он также был архитектором семей Дориа и Памфили, президентом Академии Святого Луки и профессором архитектуры в Римском университете.
За время своей профессиональной деятельности он экспериментировал с разными архитектурными стилями: от неоклассицизма до неоренессанса и неоготики. Он много строил в Риме, в том числе возводил постройки монастыря и обетной капеллы базилики Сант-Аньезе на Виа-Номентана (1855). Многие его работы проиллюстрированы гравюрами в томе «Науки и искусства при понтификате Пия IX» (Le scienze e le arti sotto il pontificato di Pio IX), изданном в Риме в 1865 году. Значительными являются мемориальные капеллы для Палаццо Конгрегации Пропаганды Веры (1888) и резиденции Доминиканского ордена в Риме. Андреа Бузири Вичи занимался реставрационными проектами, в частности для базилики Сан-Джованни-ин-Латерано.
В 1859 году Андреа Бузири Вичи стал заслуженным академиком, а позднее — профессором практической архитектуры в Академии Святого Луки; в течение двух лет (1886—1887), он занимал пост президента и, наконец, был избран почётным деканом. Он был членом других итальянских и зарубежных академий и получил множество папских и итальянских наград. Он опубликовал много книг и статей, которые иллюстрировал архитектурными и даже юмористическими рисунками, к которым имел особую склонность и которые представляют собой интересный документ о жизни и обычаях Рима того времени. От брака с Бьянкой Вануцци из Рима у него было множество детей, в том числе Карло Мария, тоже архитектор.
Он умер в Риме 12 ноября 1911 года. В октябре 1961 года, к пятидесятилетию со дня его смерти, был составлен краткий манифест его творчества с приложенной биографией.

## Другие члены семьи
Карло Мария Бузири Вичи (1856—1925), сын Андреа Бузири Вичи и Бьянки Вануцци. Получил образование в Collegio Romano (ит.) и в Институте изящных искусств, с 1882 года профессор архитектуры. Работал в основном в мастерской отца. Автор многих построек в Риме, в том числе церкви Сан-Джузеппе на Виа Номентана, Палаццо Джорджоли на Виа Кавур, дворца Симонетти на улице Виттория Колонна. Занимался реконструкцией и реставрацией старинных зданий. С 1905 года член Академии Святого Луки и Папской академии виртуозов изящных искусств и словесности в Пантеоне.
Микеле Бузири Вичи (1894—1981), архитектор, родился в Риме в семье инженера и архитектора Карло Марии и Франчески Джильези.
Его брат Андреа Бузири Вичи (1903—1989) стал архитектором и искусствоведом, состоял членом Академии виртуозов при Пантеоне и Академии Святого Луки, был кавалером ордена Почётного легиона, Ордена Гроба Господня и Ордена искусств и литературы. Он также получил Золотую медаль «За вклад в развитие культуры и искусства».
Клементе Бузири Вичи (1887—1965) — сын Карло Марии и Франчески Джильези, инженер и архитектор, за свою жизнь спроектировал более трёхсот зданий, в том числе неофутуристскую морскую колонию «XXVIII Ottobre» в Каттолике (известная как «Нави»), а также постройки в Каире, Бразилии и Румынии.
Сын Клементе, Саверио Бузири Вичи (ит., 1927-2023) — архитектор-новатор, автор многих проектов и построек с использованием железобетонных конструкций. Архитектор-модернист, он был другом Ле Корбюзье и Алвара Аалто.